# Narodno kazalište u Sarajevu
Narodno kazalište je kazališna kuća u Sarajevu. Otvoreno je mjeseca studenoga 1921. godine.

## Povijest
Zgrada ovog kazališta izgrađena je 1897. godine, no iako je izvorno u njoj bilo predviđeno imati kazalište, Gospodski klub i Tehnički klub, kazalište nije radilo od početka. Zgrada je za vrijeme Austro-Ugarske bilo Društveni dom (nje. Vereinshaus), Gospodski klub (Herrenclub) odnosno "Clubhaus" s dvoranom u kojoj su se mogle održavati kazališne predstave, t.zv. Saaltheater. Projektirao ga je češki arhitekt Karlo Paržik. Osmislio ga je u historicističkom duhu, izravno naslonjen na nauk akademskog historicizma, Paržikovoj izvornoj školi. Stilski je historicistički neorenesansni objekt, kojemu se uzori mogu prepoznati u nešto starijem praškom Narodnom kazalištu te u bečkoj zgradi Burze koju je projektirao Paržikov učitelj Teofil von Hansen.
Svečano je otvoreno 2. siječnja 1899. godine. Tom je prigodom izvedena Medeja austrijskog autora Franza Grillparzera, a izveli su ju glumci zagrebačkog Hrvatskog narodnog kazališta. Početak nje bio je prolog hrvatskog pjesnika Silvija Strahimira Kranjčevića - "Vili prosvjete". 
U Kraljevini SHS su vlasti odlučile preurediti ga u kazališnu ustanovu, a sarajevsko je trebalo biti u razredu "oblasnih" kazališta. Odluku je donijelo ministarsko vijeće Kraljevstva o organizaciji državnih, oblasnih i putujućih kazališta rješenjem od 1. rujna 1919. godine. 1921. je preuređeno u kazališni objekt, a 1922. je godine ovaj Društveni dom postao Narodnim kazalištem. Projekt preuređenja vodio je Karlo Paržik. Kazalište je otvorio srpski komediograf Branislav Nušić. Prva opera koja je izvedena bila je hrvatska opera Porin Vatroslava Lisinskog koju je izvela Opera iz Osijeka.
Sarajevska opera i Sarajevski balet djeluju u ovom kazalištu od 1946. godine. Prvu operu koju je Sarajevska opera izvela bila je 9. studenoga 1946. Prodana nevjesta, djelo češkog skladatelja Bedricha Smetane, a prvi balet koji je izveden bila je Žetva hrvatskog skladatelja Borisa Papandopula 25. svibnja 1950. godine. 
12. rujna 2007. godine je Povjerenstvo za očuvanje nacionalnih spomenika (Zeynep Ahunbay, Amra Hadžimuhamedović, Dubravko Lovrenović, Ljiljana Ševo i Tina Wik te predsjedatelj Dubravko Lovrenović) donijela odluku kojim se ova povijesna građevina proglašava nacionalnim spomenikom Bosne i Hercegovine.

## Vanjske poveznice
- Narodno kazalište Sarajevo